# 日本カジノスクール
日本カジノスクール（にほんカジノスクール）は、東京都新宿区新宿にあるカジノディーラー養成学校。設置者は株式会社ブライト。

## 概要
カジノ業界へ就職を志望する人を対象にした専門教育を行っている。2004年に日本初のカジノディーラー専門養成機関として東京都中野区東中野で設立。第一期生112名を迎えたことに始まる。

## 沿革
- 2004年に設立。
- 2005年に日本カジノディーラーズ協会第一号認定校となる。
- 2009年に東京都新宿区舟町に移転。
- 2018年に大阪校（大阪市中央区難波）を開設。
- 2019年に創立15周年を迎えた。
- 2021年に現在の東京都新宿区新宿に移転。
- 総卒業生数は972名（2021年5月31日現在）

## 校舎
- 東京校：東京都新宿区新宿5丁目16-4新宿マルイメン6F
- 大阪校：大阪府大阪市中央区難波3丁目8-9なんばマルイ7F

## 学科
- 国際ゲーミング学科
  - カジノディーラー総合コース
カジノディーラーに必要な技術や知識を総合的に習得する。
  - カジノディーラー選択コース
興味のある科目のみを専攻して習得する。
  - カジノスーパーバイザーコース
ディーラーを管理するポジションである「スーパーバイザー」を目指し、ディーラー技能を取得後、管理者として必要な専門知識を習得する。
  - カジノディーラーESLコース
カジノで働く上で必須となる「英語力」を強化するコースで、 採用面接や英語での計算など、「仕事で使える英語」を習得する。
  - トレーナーコース
将来日本にカジノができたときに不足するであろう「トレーナー」の仕事を直営店での実地研修などで実践的にシミュレーションし周習得する。

## 提携校
- パーぺチュアル・ヘルプ大学（英語版）（フィリピン・マニラ）
- PCIディーラースクール（アメリカ・ラスベガス）